# Wola Uhruska (gromada)
Wola Uhruska – dawna gromada, czyli najmniejsza jednostka podziału terytorialnego Polskiej Rzeczypospolitej Ludowej w latach 1954–1972.
Gromady, z gromadzkimi radami narodowymi (GRN) jako organami władzy najniższego stopnia na wsi, funkcjonowały od reformy reorganizującej administrację wiejską przeprowadzonej jesienią 1954 do momentu ich zniesienia z dniem 1 stycznia 1973, tym samym wypierając organizację gminną w latach 1954–1972.
Gromadę Wola Uhruska z siedzibą GRN w Woli Uhruskiej utworzono – jako jedną z 8759 gromad na obszarze Polski – w powiecie włodawskim w woj. lubelskim na mocy uchwały nr 17 WRN w Lublinie z dnia 5 października 1954. W skład jednostki weszły obszary dotychczasowych gromad Wola Uhruska, Nadbużanka, Bytyń, Józefów, Mszanka, Siedliszcze i Uhrusk ze zniesionej gminy Sobibór w powiecie włodawskim oraz miejscowość Potoki kol. z dotychczasowej gromady Potoki ze zniesionej gminy Bukowa w powiecie chełmskim w tymże województwie. Dla gromady ustalono 27 członków gromadzkiej rady narodowej.
1 stycznia 1960 do gromady Wola Uhruska włączono obszar zniesionej gromady Stulno w tymże powiecie.
1 stycznia 1969 do gromady Wola Uhruska włączono wieś Mszanna ze zniesionej gromady Bukowa Wielka oraz wieś Kolonia Piaski ze zniesionej gromady Łowcza – obie w powiecie chełmskim; z gromady Wola Uhruska wyłączono natomiast wieś Macoszyn Mały, włączając ją do gromady Hańsk w powiecie włodawskim.
1 stycznia 1962 do gromady Wola Uhruska włączono wsie Macoszyn Duży i Macoszyn Mały oraz kolonie Macoszyn Mszanna i Zezulka ze zniesionej gromady Macoszyn Mały w tymże powiecie.
Gromada przetrwała do końca 1972 roku, czyli do kolejnej reformy gminnej. 1 stycznia 1973 w powiecie włodawskim utworzono gminę Wola Uhruska.